# Pozycja społeczna
Pozycja społeczna – wyróżnione i określone w danej kulturze miejsce jednostki społecznej w hierarchii społecznej i szerzej w strukturze społecznej. Pozycja społeczna określa prestiż jednostki. Z zajmowanej pozycji społecznej wynika rola społeczna, jaką odgrywać powinna jednostka. Osoba znajdująca się na pewnej pozycji społecznej związana jest też z określonymi przywilejami i obowiązkami, jakie powinna pełnić wobec grupy czy społeczeństwa.
Pozycja społeczna albo status społeczny to położenie jednostki w hierarchii grupy społecznej, wyznaczające pełnioną przez nią rolę społeczną. Wiąże się z oczekiwaniami grupy wobec postaw i zachowań jednostki oraz jej obowiązków, jak również z oczekiwaniami jednostki wobec grupy, wypływającymi z jej praw i przywilejów. 
Pozycja społeczna wyznacza lub wzmacnia atrybuty jednostki takie jak wykształcenie, zawód, dochód, zakres władzy, styl życia. W ten sposób kształtuje się prestiż społeczny, rozumiany jako pozycja w hierarchii społecznej uznawana z punktu widzenia autorytetu, wpływu i poważania społecznego określonej jednostki.
Pozycja społeczna to również położenie całej grupy lub warstwy w hierarchii społeczeństwa jako całości. 
Najczęściej pozycja społeczna wiązana jest z hierarchią społeczną, gdzie wynika ona z relacji podległości między jednostkami należącymi do różnych kategorii społecznych. W zakładzie pracy jest to na przykład relacja kierownik i podległy mu pracownik. W społeczeństwie feudalnym jest to relacja chłop–szlachcic. Z pozycją społeczną związana jest też najczęściej swoista symbolika, odmienne wzorce zachowań w określonych sytuacjach.
Pozycja społeczna jednostki rzutuje na jej ocenę rzeczywistości, a w szczególności ocenę własnego otoczenia społecznego. Określa ona też możliwości konsumpcyjne i dostępność do danych dóbr, co utożsamia ją ze statusem.
W ujęciu funkcjonalnym pozycja społeczna często utożsamiana była z rolą społeczną. W tym ujęciu jest ona zależna od miejsca w strukturze społecznej, a także od takich zmiennych jak płeć i wiek. Ze względu na to, że jednostka w społeczeństwie nowoczesnym należy do wielu różnych grup społecznych, posiada w nich odmienną pozycję. W zależności od roli, jaką w danej chwili odgrywa, można mówić, że pewne jej statusy są wówczas utajone, a pewne czynne. W takich sytuacjach dochodzić może do konfliktu ról, jeżeli normy i wartości realizowane dzięki danej roli stoją w sprzeczności z wartościami i rolami innej roli. Przykładem takiego konfliktu może być sytuacja, gdy jednostka będąca nauczycielem musi podporządkować się wykładowcy, podejmując studia podyplomowe. 
Niektóre pozycje społeczne można zdobywać sekwencyjnie, jak na przykład pozycję profesora, która wymaga pokonania szeregu szczebli w karierze naukowej, a więc kilku przejść między kolejnymi w tej sekwencji pozycjami społecznymi.
W ujęciu George'a Homansa pozycja jednostki zależy od: 
- jej miejsca w układzie komunikacyjnym,
- wykonywanych zadań w społecznym podziale pracy
- prestiżu, który wynika z pozostałych dwóch zmiennych.

Im bliżej centrum komunikacyjnego grupy znajduje się jednostka i im bardziej istotne dla funkcjonowania grupy wykonuje zadania, tym większy będzie jej prestiż.
Pozycje społeczne dzielą się na przypisane, na które nie ma wpływu sama jednostka, na przykład pozycja dziecka w rodzinie, przedszkolaka oraz osiągane, które wynikają z podjętych działań przez jednostkę, jak na przykład pozycja dyrektora w firmie czy pozycja burmistrza w strukturze społecznej miasta.